# 河南平坟运动
河南平坟运动是河南省于2012年开展的以增加耕地面积、均衡城市建设用地面积为目的的平坟复耕行动。。河南的平坟运动首先在南阳市、洛阳市、商丘市和周口市等地开展，該运动被媒体披露后引发极大争议。
2012年，河南省周口市为了开辟耕地而采取的一项政策措施，已平完200多万座坟墓，开辟出新耕地3万亩。这项措施引发了媒体专家等各界的不同声音，支持者认为是“平坟复耕好典型好经验”，反对者认为“刨人祖坟最损阴德”。

## 背景

### 事件背景
人民日报引用周口市长岳文海的说法，认为坟多致农机无法使用是平坟的原因，并用当地农民的话加以印证，称：“以前坟头多，收麦每亩多给20块钱，开收割机的都不愿意干。”《人民日报》对外界造谣称“平坟是为了卖地”的说法予以驳斥。农村集体建设用地复垦后可以增加建设用地的指标，这与温家宝领导的国务院长期以各种理由严格控制河南工业用地有关，土地限制是河南发展经济的障碍，平坟是河南政府为增加耕地不得已之举，因此温家宝与此事脱不了干系。
学者余以为认为河南平坟运动的根源在于温家宝在任中国国务院总理时制定的的“十八亿亩耕地红线”。河南省是中国的粮食主产区，中国国务院下达的保有耕地量指标成为河南经济发展的障碍，造成河南省城镇化和工业化落后，截止2010年，河南省的城镇化率只有37.7％，居全国倒数第五位，远远落后于全国平均水平的49.68％。按照中国的“十二五”规划，中国粮食产量到2020年须增加1000亿斤，分配给河南省的增产任务就达到300亿斤，一直以来，温家宝领导的中国国务院给河南省“保有耕地数量”的压力从未放松。每年批给河南的新增建设用地指标只有25万亩左右，根据河南省的经济发展需求来看，工业和城市建设用地缺口高达50万亩。郑州加州工业城项目在温家宝的干预下胎死腹中，而郑东新区的建设也一度受到阻碍。

## 事件经过
2012年春季，河南省委书记卢展工视察河南省南阳市，看到众多农田间的坟墓，作出指示，南阳市于是开展全市平坟运动；后来，政协委员赵克罗提出反对，南阳市平坟运动被喊停，但是，赵克罗的做法招致河南省统战部长史济春批评他是“造成严重负面影响”。7月31日，河南省委书记卢展工作出公文批示：
什么是真正对人民负责，什么是真正对可持续发展的将来负责，什么是关键在做，这是我们实践科学发展观必须要面对的问题。周口市及相应县乡镇村同志们的这一改革实践，给我们大家以深刻的启示，建议发省委工作通报，请各级党委、政府的同志，政府相关部门的同志认真看一看，认真思考一下，我们总该做点什么。
平坟复耕运动正式开启，随后由周口市推广到全河南省。
为了增加生产和大规模机械化，周口市开始了平坟复耕运动。在周口市的商水县、扶沟县、项城市等地方，为了平坟复耕，学校放假、学校搞“平坟复耕”演讲比赛、不平坟停发低保；政府官员及其祖先坟墓被划为公墓区和文物保护单位；副处级祖坟不可以挖掘。3个月，周口市提前完成河南省下达的平坟复耕3年的任务。村民平坟一个，获得人民币奖励200元，村干部必须带头，不带头者撤职，教师必须带头，不带头者停课，中国共产党党员必须带头，不带头者撤销党籍。《平坟复耕工作实施方案》规定，留1个坟头罚乡镇1000元，给干部设置500分的年终考核。

5月15日，周口市市长岳文海在市委会议上发言：
（平坟运动）此事已无退路，是一场革命，攻坚战。
6月份，周口市市长岳文海在市委会议上指出要“落实好卢书记（卢展工）的指示精神”，积极推进殡葬改革。10月9日，周口市市委召开了“全市殡葬改革暨平坟复耕推进会”，会议上传达了河南省省委书记卢展工、河南省省长郭庚茂、河南省民政部部长李立国等省部级领导对平坟运动的肯定言辞。10月21日，张方媳罗军丽、妹夫何洪庭在挖掘自己家祖坟时被墓碑砸死，张富民骨折。10月月底，周口市人民政府宣布已经平坟200多万座，开辟新耕地3万亩。

11月6日，河南省召开了“河南省深化殡葬改革工作推进会”，河南省副省长王铁向给周口市发放300万人民币奖金，在会议上要求全河南省向周口市学习。11月14日，周口市市长岳文海到太康县毛庄镇视察“平坟运动”进展，作出指示：
县、乡、村等各级干部要创新工作方法，认真做好相关政策的宣传和引导工作，大力宣传平坟复耕工作中涌现出的好典型、好经验，争取群众的理解、配合和支持，稳妥推进平坟复耕和殡葬改革工作。
又说：“一鼓作气，坚决平，迁到位，不留死角”、“要一战到底”。
11月21日，周口市民政局社会事务科科长胡朝阳接受记者采访时表示，周口市有340万座坟，已经平完200万，平坟运动是老百姓认可、省委、省政府认可、主流媒体认可，不会因为网络谣言才停止平坟运动，而发起网络谣言的人是在外当官和做生意的人，怕破坏祖宗坟墓影响风水。反對声音一直存在，一座坟200元人民币补贴，部分农民没有收到补贴金；公墓葬600元补贴，但是公墓墓穴850元人民币一个。

12月14日，反对平坟运动的政协常委赵克罗在微博发表“忏悔书”，就因他反对平坟运动给中共河南省省委领导添乱而“再次向中共河南省委领导们道歉，向南阳市委市政府领导们道歉。”12月25日，政协常委赵克罗在微博发表遗书，称面对河南省省委官员继续打击报复的行径，他已经准备好杀身成仁。同日，中华人民共和国农业部发言人毕美家在答记者问的时候说：
我在基层工作过，我想，地方政府出台这项政策，应该说愿望是好的，想着通过平坟能够增加一些良田，尤其是我们中原地带，河南是小麦主产区，生产的小麦在我们国家是排第一位的，但是大量的坟墓在耕地上，也影响耕作。但是问题是，他们在工作过程当中，没有完全尊重农民的意愿，采取行政命令的方式，这个办法就是欠妥当了。
2013年，中华人民共和国国务院下令全国不准强制平坟，周口市的居民已经恢复了一百万座祖先和亲人的坟墓。
2013年2月21日，中共河南省委机关报《河南日报》发表专文《极个别人煽动民众反对殡葬改革》，不点名抨击赵克罗“极个别人利用网络发布不实消息，混淆是非，煽动群众反对殡葬改革”。

## 社会舆论

### 肯定
舆论上对平坟事件给出了截然相反的评价，其中主要以中国共产党的官方媒体为主。
- 《人民日报》官方微博称：“移风易俗，保障先行”。[5]而新华社称“周口铲平坟头200万座复耕了土地3万亩”，但是网友讥笑新华社记者数学不及格，如果每座坟4平方米，200万座坟是1.2万亩，如果每座坟5平方米，也不足1.5万亩。[33]
- 《河南日报》专文《平坟是政府给群众办了一件大好事》指出平坟增加耕地面积，可以实现大规模机械化；[34]“平坟复耕是殡葬改革的重要一环，对于人多地少的农业大省河南来说，殡葬改革不仅有利于讲文明、树新风，而且有利于增加耕地面积，便于机械化生产，对维护国家粮食安全、强化农业基础地位有积极的促进作用，是一项一举多得、利国利民的好事。”[35]
- 《环球时报》调查显示，“52.4%的人表示‘赞成’平坟，39.7%的人表示‘不赞成’，7.9%的人回答‘说不清’”。[36]

### 质疑
2012年10月13日，数十名就职于中国各大媒体的河南籍知名媒体人发起联署《关于立即停止“平坟运动”的紧急呼吁书》，抗议时任河南省委书记卢展工发起的“平坟运动”，他们称自己无法代表河南一亿多父老，但有责任替他们中的沉默者发出声音。2012年11月8日，许章润、张千帆、盛洪、姚中秋等数百海内外学者联署呼吁书，呼吁立即停止平坟复耕运动，呼吁书中称平坟严重伤害了民众情感，侵犯了民众信仰自由，破坏了中国文化。2012年10月21日，周口市的罗军丽和何洪庭在挖掘自己家祖坟时被墓碑砸死，张富民骨折。11月8日，许章润、张千帆、盛洪、姚中秋等数海内外百学者联署呼吁书，呼吁立即停止平坟复耕运动。
2012年10月，河南省淮阳县的90后青年们自编了视频《平坟Style》，立即走红网络；同月，新浪微博的部分河南省网友在微博对河南省和周口市最高领导人指名道姓批评，悬赏挖其祖坟。
- 《法制日报》专文《河南周口平坟土地账：政府可从拍卖中获利百亿》用公式算出平坟运动的平均收入是“325.71亿元人民币”，认为平坟运动是“平坟大跃进”。[38]
- 《南方周末》专文《河南平坟一定要简单粗暴吗》以董卓、曹操、黄巢、温韬、孙殿英为例警示扒坟掘墓伤天害理、留得历史骂名。
- 《中华网》专文《河南周口“平坟运动”可休矣》呼吁立即停止平坟运动。[39]
- 《湖南科技报》专文《强制平坟是在自掘“坟墓”》指出平坟运动将导致传统文化毁灭、民心丧失、政权根基动摇。[40]
- 《德国之音》专文《平坟运动，政绩下的文化摧毁》引用民间学者余以为的话指出平坟运动爆发原因是温家宝的“十八亿亩红线”。[6]
- 河南省媒体人杨桐：“周口平坟运动已‘天怒人怨’，即便省政府文件，也要求先建公墓再平坟，时间限定三年，周口主政者为拍马屁激进平坟，荒诞之举接连不断。这种大跃进式的做法值得一赞？”[5]
- 记者杨海鹏：“河南平坟，传周口一地，即得两千顷。宣传乃移风易俗，增加耕地，然政府平坟有后手，得两千顷。在土地使用平衡之政策下，增同样面积的建设用地。意即平坟之后，又可在城郊征地矣。以亩均百万计，周口即可增加三百亿政府收入，卢展工书记宁波人，算盘打得很精。”[5]
- 媒体人褚朝新：“河南平坟、征地拆迁、逼农民上楼，看来十分严重，应引起有关高层的重视，卢展工在河南的发展思路，有点偏激。”[5]
- 时事评论员张楠之：“一些地方积极搞并村或农民上楼活动，名义上是为腾出更多的土地用于复耕，实际却是为了那一亩地十几万、二十万的国家补贴。”[6]
- 中国人民大学农业与农村发展学院教授郑风田：“平坟复耕”实为“平坟卖地”。[41][42]
- 学者慕多生用数学对平坟运动的土地进行了计算，指出周口市平坟运动得到的新耕地是“0.45万亩”，而周口市虚报成绩为“3万亩”，而平坟运动投入的成本需要这些新耕地70年才能换回来。[21]

## 参看
- 郑州加州工业城
- 郑东新区
- 对温家宝的争议